# تد هسو
تد هسو (انگلیسی: Ted Hsu؛ زاده ۴ مارس ۱۹۶۴) فیزیک‌دان و سیاستمدار کانادایی است.